# Rewalsar
Rewalsar (hindi रिवालसर) – miasto w północnych Indiach w stanie Himachal Pradesh, w zachodnich Himalajach.
Populacja miasta w 2001 roku wynosiła 1369 mieszkańców.

## Galeria obrazów

Rewalsar
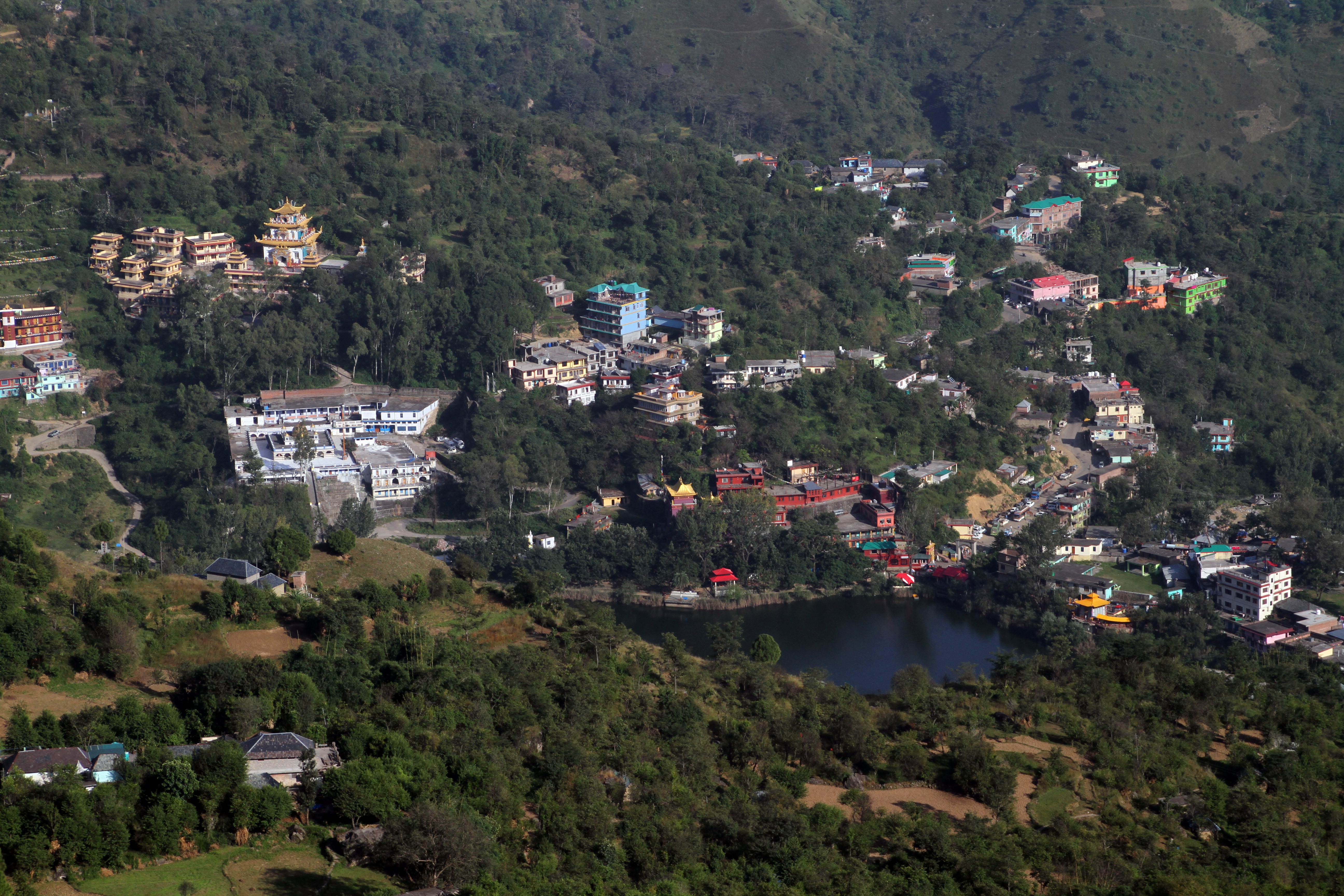
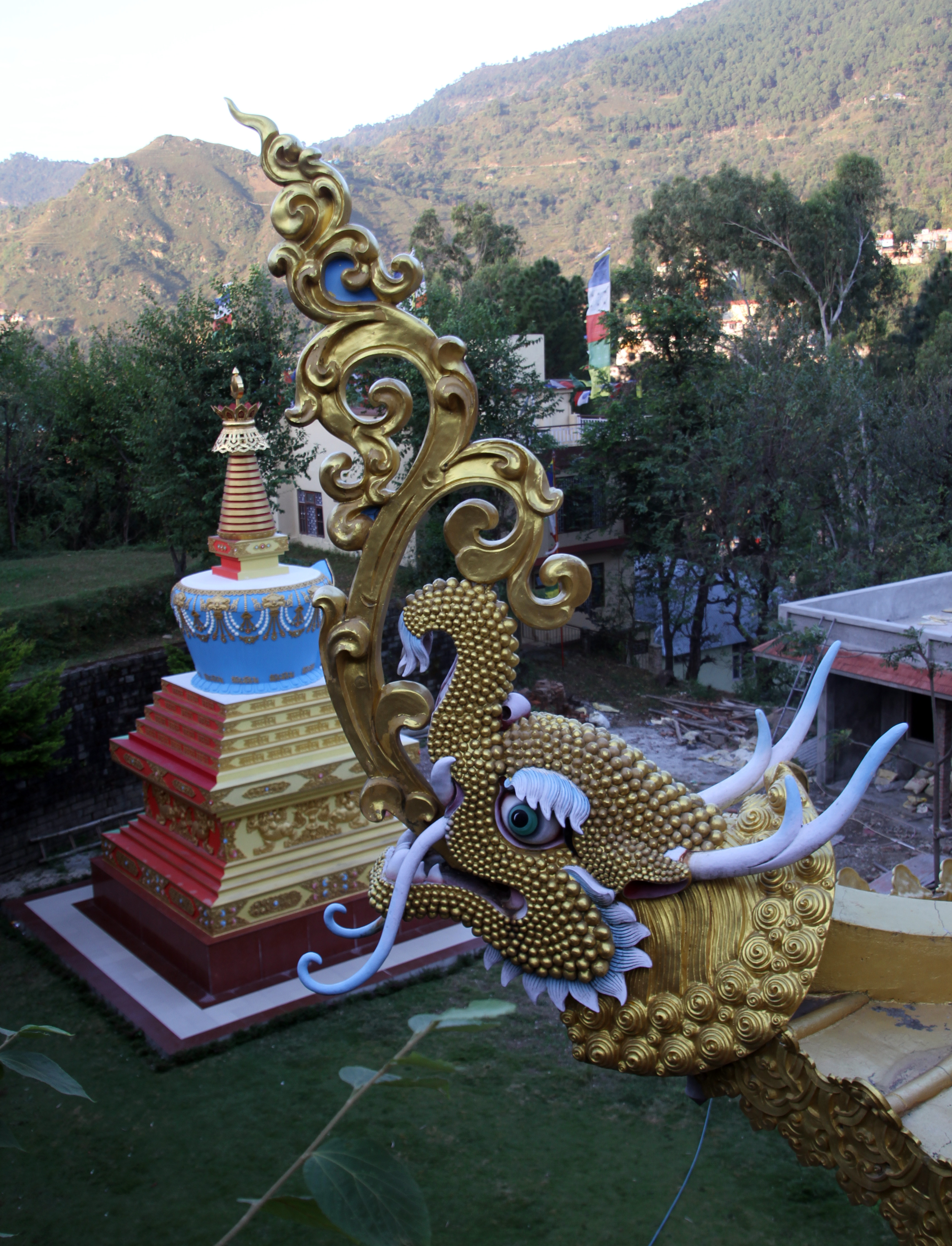
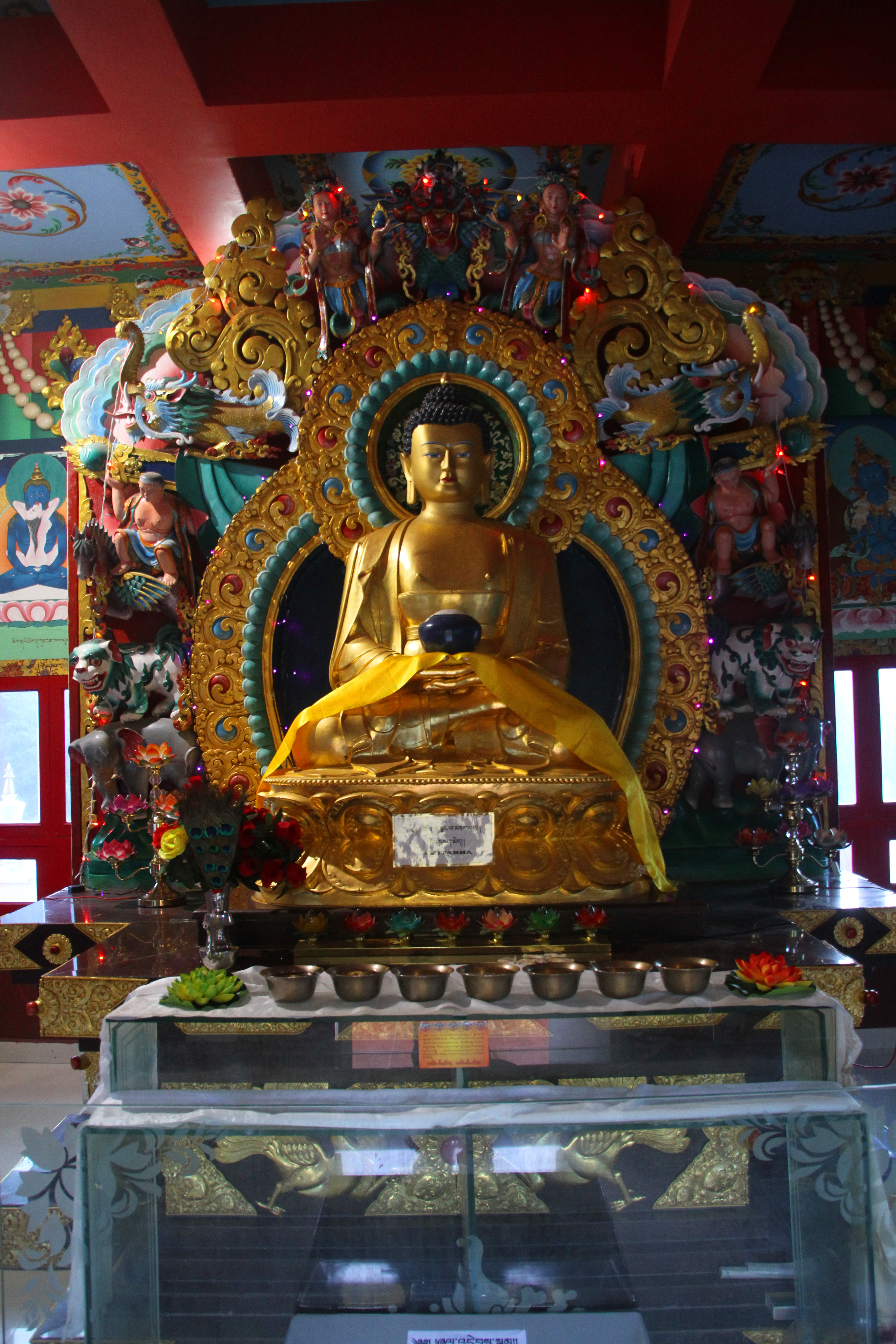
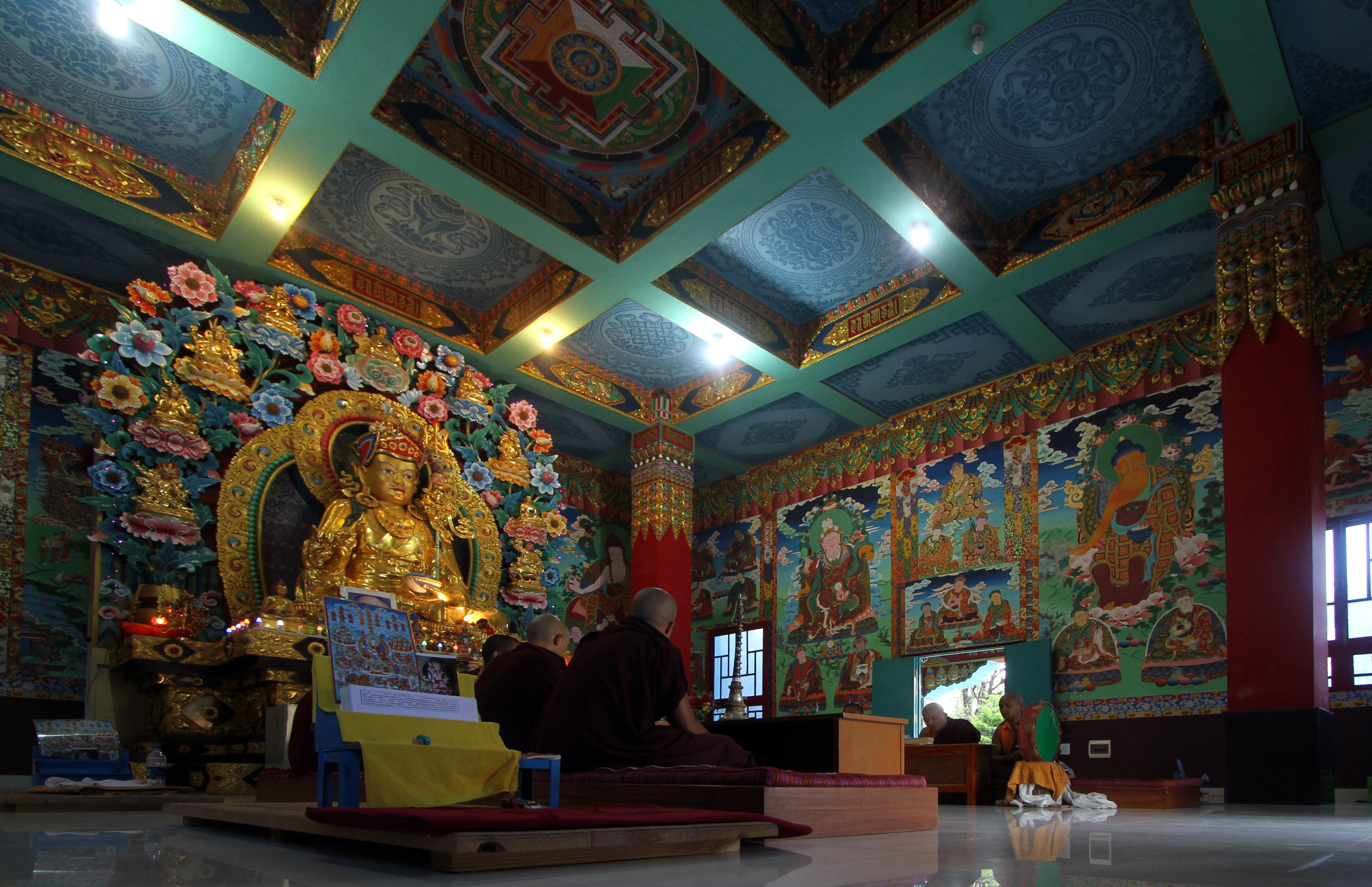
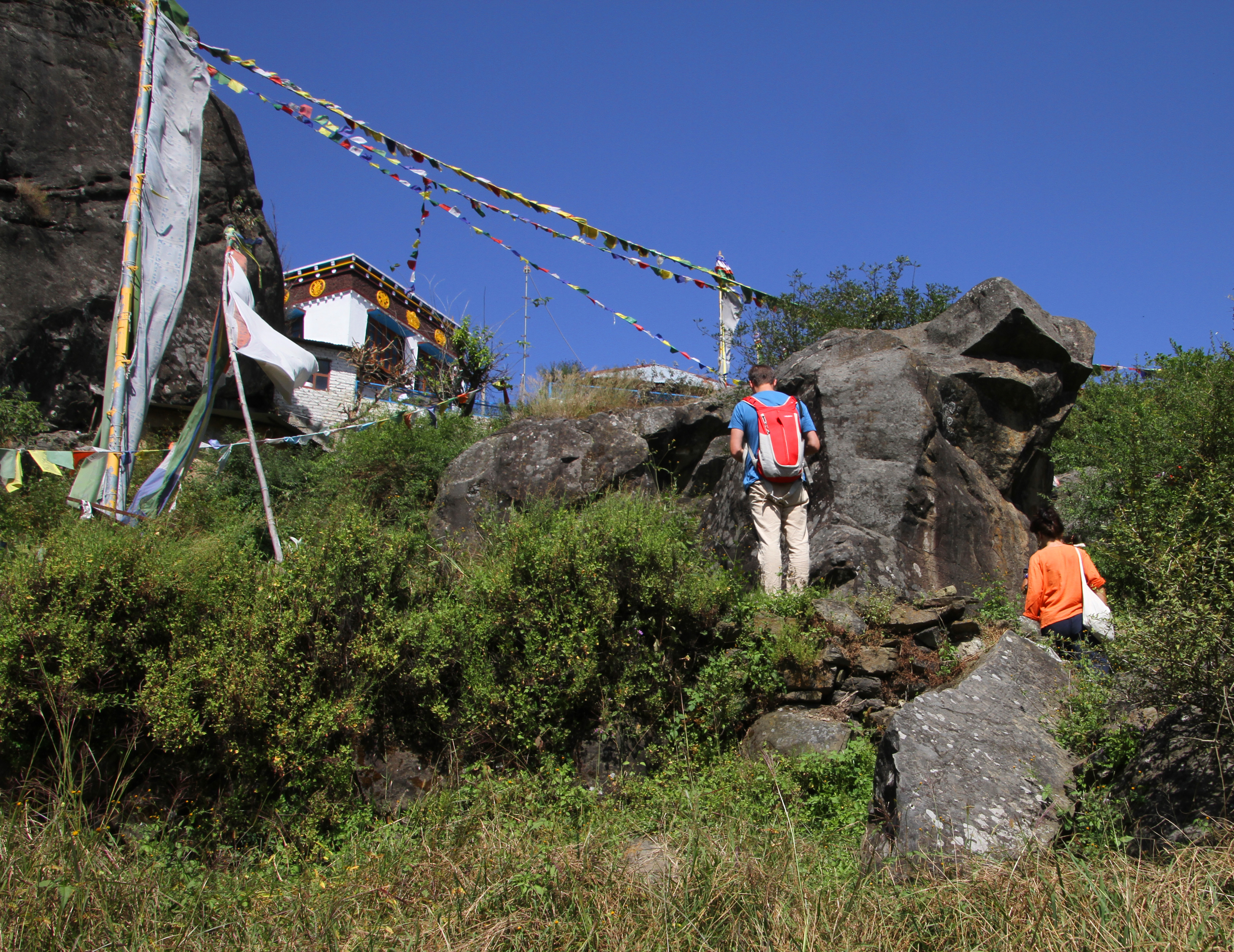
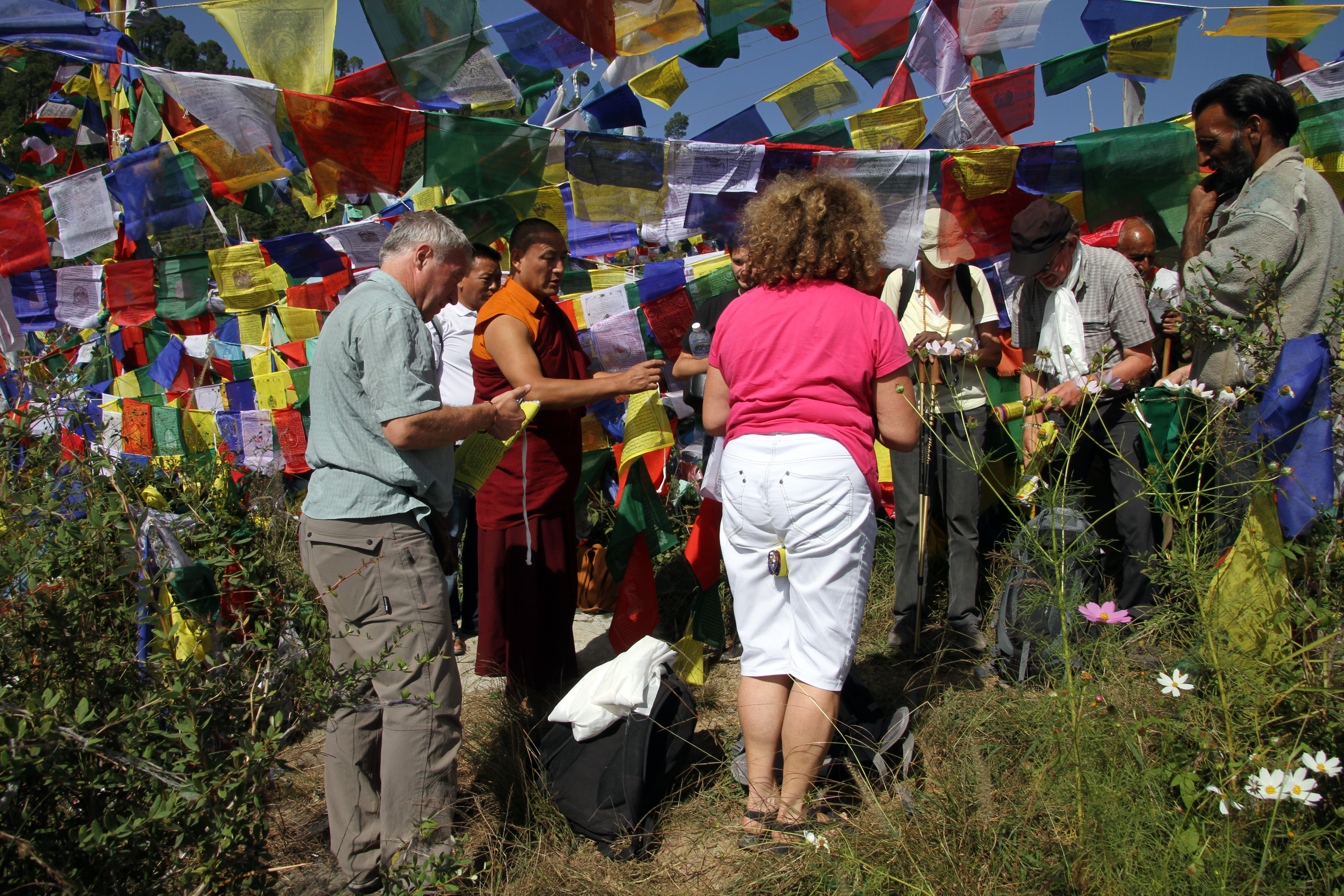
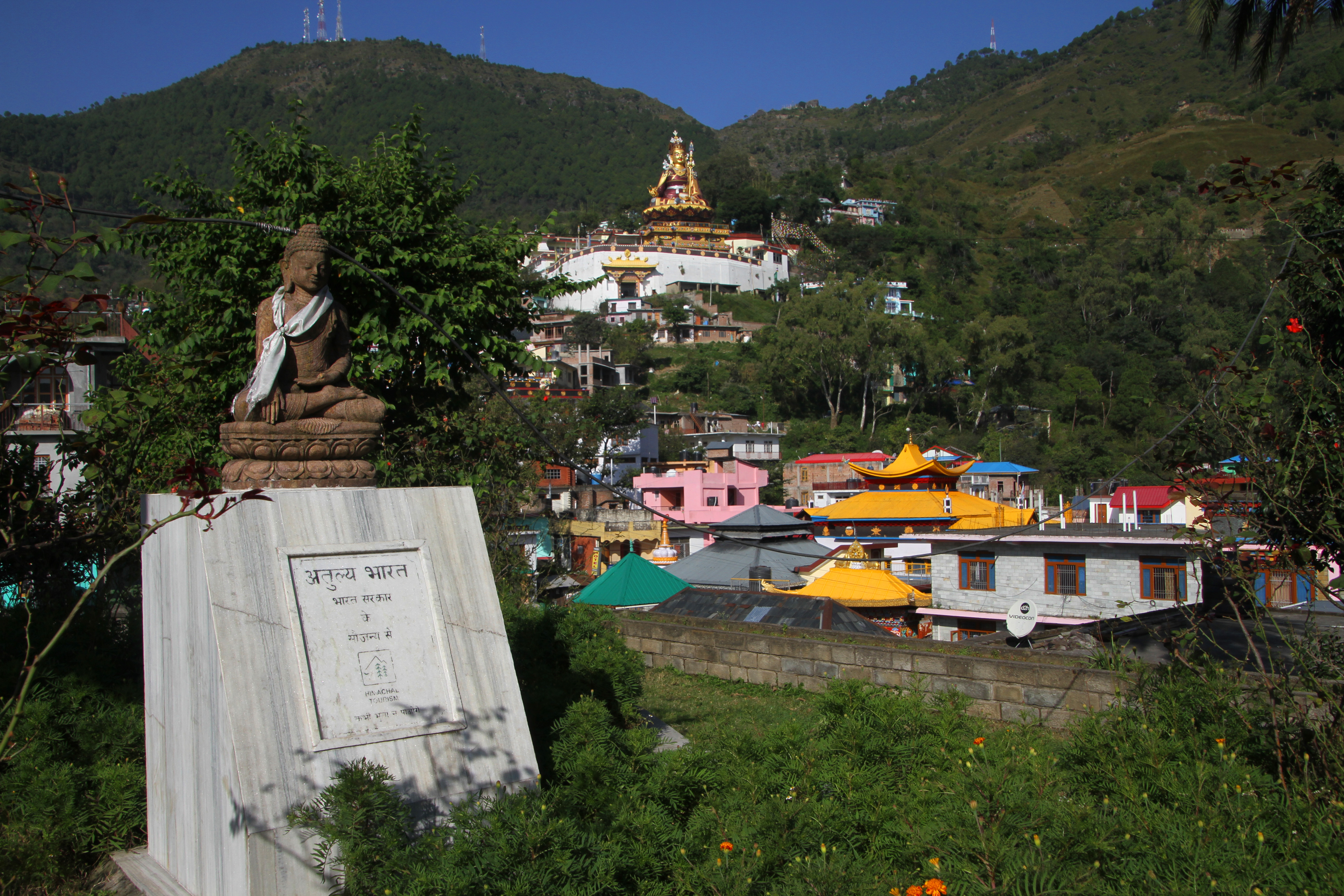
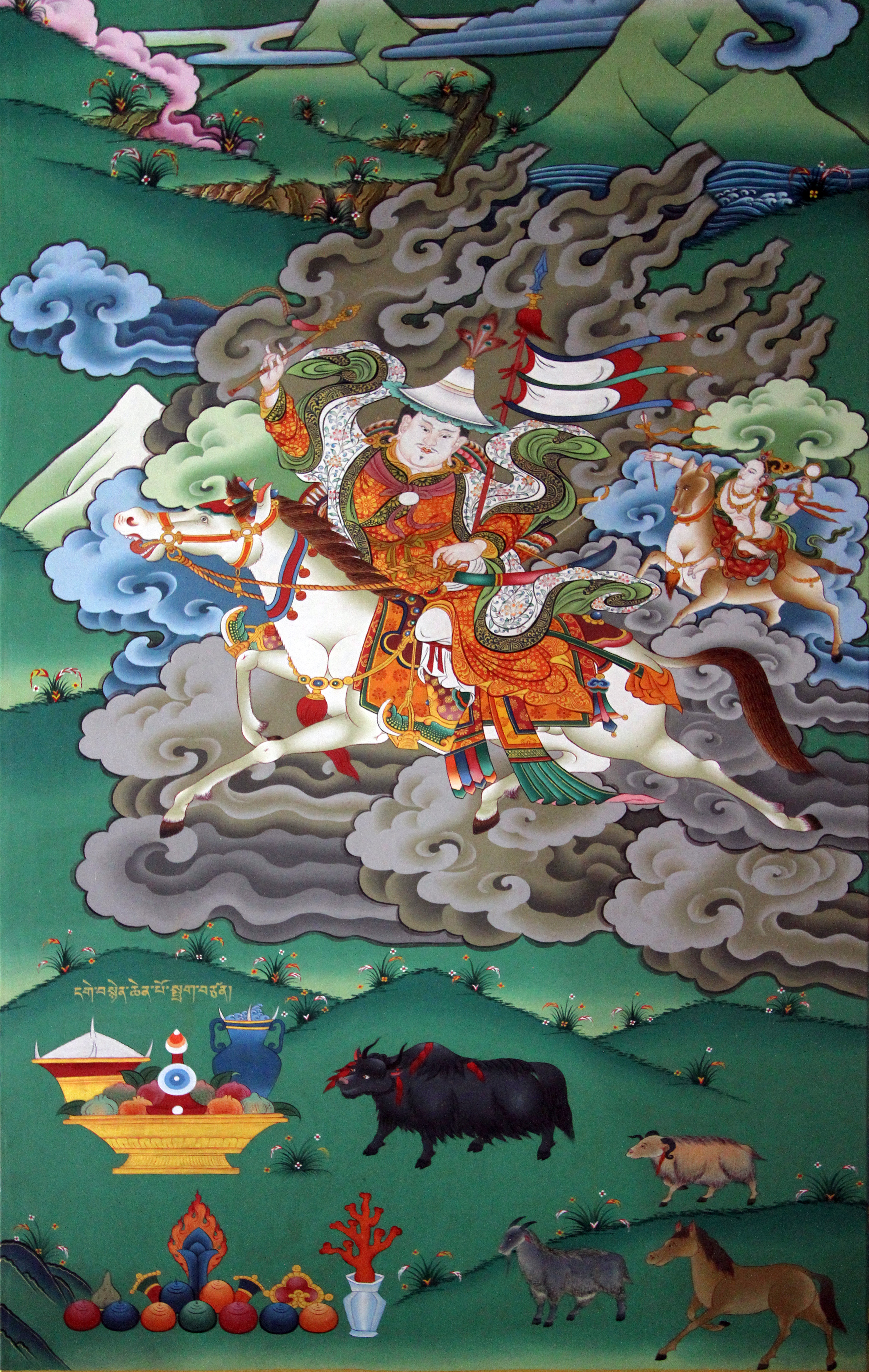
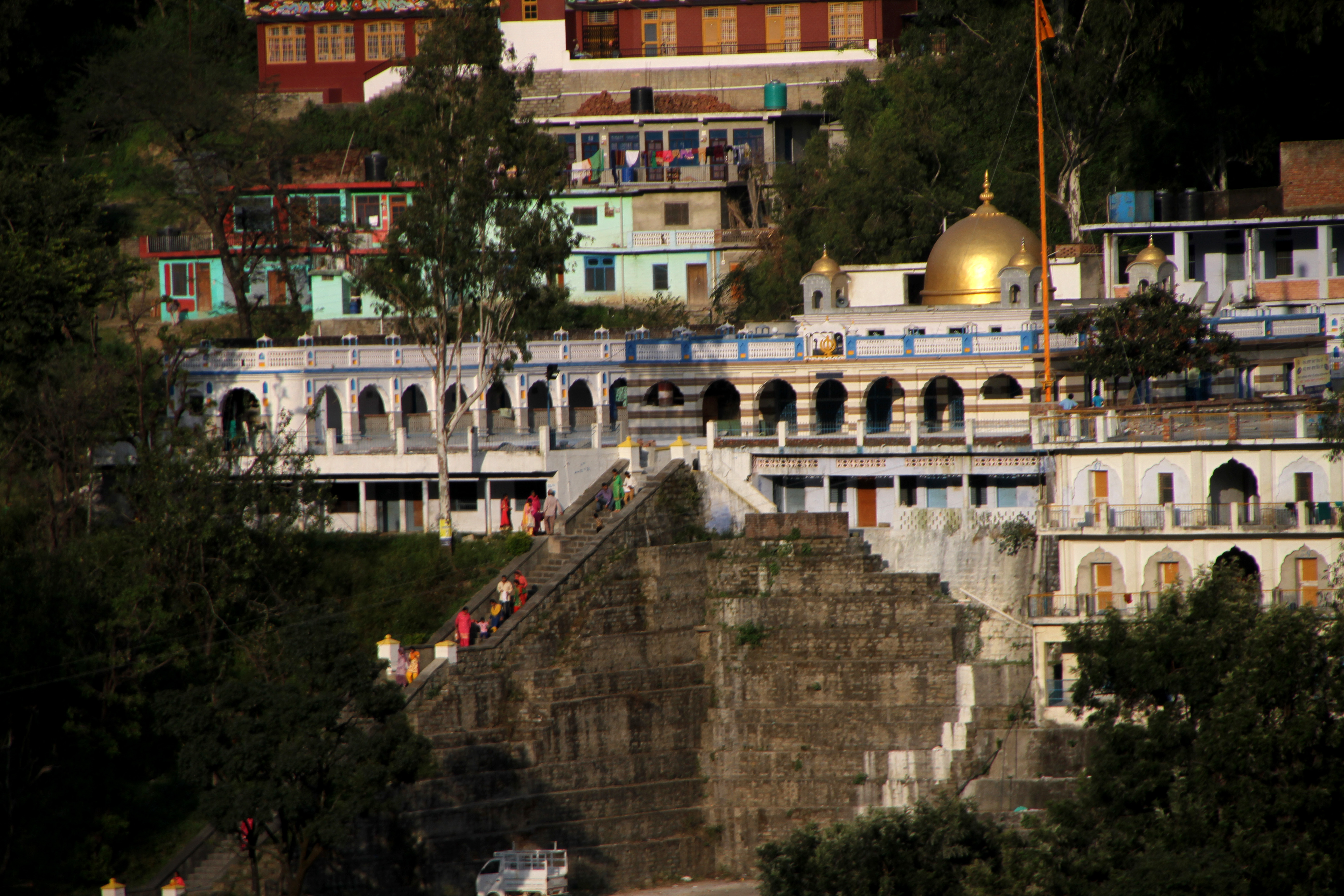